# Miguel Sánchez
Miguel Javier Sánchez Geraldo (ur. 16 maja 1992) – meksykański zapaśnik startujący w stylu wolnym. Brązowy medalista igrzysk Ameryki Środkowej i Karaibów w 2018. Piąty na mistrzostwach panamerykańskich w 2018.  Wicemistrz panamerykański juniorów w 2012 roku.